# Clarendon (Vermont)
Clarendon és una població dels Estats Units a l'estat de Vermont. Segons el cens del 2000 tenia 2.811 habitants.

## Demografia
Segons el cens del 2000, Clarendon tenia 2.811 habitants, 1.136 habitatges, i 784 famílies. La densitat de població era de 34,4 habitants per km².
Dels 1.136 habitatges en un 31,2% hi vivien nens de menys de 18 anys, en un 58% hi vivien parelles casades, en un 7,5% dones solteres, i en un 30,9% no eren unitats familiars. En el 24% dels habitatges hi vivien persones soles el 7,4% de les quals corresponia a persones de 65 anys o més que vivien soles. El nombre mitjà de persones vivint en cada habitatge era de 2,47 i el nombre mitjà de persones que vivien en cada família era de 2,94.
Per edats la població es repartia de la següent manera: un 23,1% tenia menys de 18 anys, un 6,8% entre 18 i 24, un 27,7% entre 25 i 44, un 32,1% de 45 a 60 i un 10,4% 65 anys o més.
L'edat mediana era de 42 anys. Per cada 100 dones de 18 o més anys hi havia 98,2 homes.
La renda mediana per habitatge era de 41.597 $ i la renda mediana per família de 48.534 $. Els homes tenien una renda mediana de 31.122 $ mentre que les dones 24.375 $. La renda per capita de la població era de 19.801 $. Entorn del 5,4% de les famílies i el 7,7% de la població estaven per davall del llindar de pobresa.